# Tampere Saints 2023
Questa voce raccoglie le informazioni riguardanti i Tampere Saints nelle competizioni ufficiali della stagione 2023.

## Maschile

### I-divisioona 2023

#### Stagione regolare
| Helsinki 4 giugno 2023, ore 18:00 2ª giornata | Helsinki Wolverines II | 0 – 54 (0-26 0-21 0-7 0-0) referto | Tampere Saints | Velodromo di Helsinki (50 spett.)\| Arbitro: \| N. Olsson \| |
| Arbitro:                                      | N. Olsson              |                                    |                |                                                              |

| Tampere 10 giugno 2023, ore 18:00 3ª giornata | Tampere Saints | 42 – 25 (7-0 14-18 14-7 7-0) referto | Vantaan TAFT | Pyynikin urheilukenttä (283 spett.)\| Arbitro: \| P. Roimela \| |
| Arbitro:                                      | P. Roimela     |                                      |              |                                                                 |

| Tampere 17 giugno 2023, ore 18:00 4ª giornata | Tampere Saints | 49 – 0 (28-0 14-0 0-0 7-0) referto | Oulu Northern Lights | Pyynikin urheilukenttä (176 spett.)\| Arbitro: \| Nik. Olsson \| |
| Arbitro:                                      | Nik. Olsson    |                                    |                      |                                                                  |

| Pirkkala 1º luglio 2023, ore 16:00 5ª giornata | Pirkkala Spartans | 0 – 35 (0-6 0-7 0-8 0-14) referto | Tampere Saints | Pirkkalan keskuskenttä\| Arbitro: \| M. Makarainen \| |
| Arbitro:                                       | M. Makarainen     |                                   |                |                                                       |

| Oulu 8 luglio 2023, ore 13:00 6ª giornata | Oulu Northern Lights | 6 – 35 (0-23 0-6 0-0 6-6) referto | Tampere Saints | Castrenin urheilukeskus (125 spett.)\| Arbitro: \| M. Immonen \| |
| Arbitro:                                  | M. Immonen           |                                   |                |                                                                  |

| Tampere 22 luglio 2023, ore 13:00 8ª giornata | Tampere Saints | 55 – 21 (14-0 14-7 13-7 14-7) referto | Pirkkala Spartans | Pyynikin urheilukenttä (450 spett.)\| Arbitro: \| M. Makarainen \| |
| Arbitro:                                      | M. Makarainen  |                                       |                   |                                                                    |

| Kotka 29 luglio 2023, ore 14:00 9ª giornata | Kotka Eagles | 20 – 48 (0-14 7-13 7-21 6-0) referto | Tampere Saints | Arto Tolsa Areena (200 spett.)\| Arbitro: \| Lamminsalo \| |
| Arbitro:                                    | Lamminsalo   |                                      |                |                                                            |

#### Playoff
| Tampere 12 agosto 2023, ore 16:00 Semifinale | Tampere Saints | 54 – 0 (7-0 20-0 14-0 13-0) referto | Vantaan TAFT | Pyynikin urheilukenttä (253 spett.)\| Arbitro: \| T. Lindroos \| |
| Arbitro:                                     | T. Lindroos    |                                     |              |                                                                  |

| Arbitri: | Janhuba V. Anttila H. Hokman M. Mustamand M. Viitanen |

| |           |                                                           |
| K. Tuomi 6':57" Q1 (TD) 1yd pass from J. Robbins O. Laine Q1 (pat) D. Newell 4':25" Q1 (TD) 36yd run M. Airaksinen 8':50" Q2 (TD) 9yd run E. Hiltunen 6':22" Q2 (TD) 60yd pass from J. Robbins A. Kurenniemi 8':49" Q3 (TD) 80yd interception return O. Laine Q3 (pat) J. Robbins 2':41" Q3 (TD) 9yd run O. Laine Q3 (pat) K. Tuomi 0':24" Q3 (TD) 5yd pass from J. Robbins O. Laine Q3 (pat) J. Tuhkanen 10':42" Q4 (TD) 14yd pass from J. Robbins O. Laine Q4 (pat) | Marcatori | J. Riihela 8':06" Q4 (TD) 17yd run J. Savolainen Q4 (pat) |

### Statistiche di squadra
| Competizione      | %Vittorie | In casa | In casa | In casa | In casa | In casa | In casa | In trasferta | In trasferta | In trasferta | In trasferta | In trasferta | In trasferta | Totale | Totale | Totale | Totale | Totale | Totale |
| Competizione      | %Vittorie | G       | V       | N       | P       | Pf      | Ps      | G            | V            | N            | P            | Pf           | Ps           | G      | V      | N      | P      | Pf     | Ps     |
| ----------------- | --------- | ------- | ------- | ------- | ------- | ------- | ------- | ------------ | ------------ | ------------ | ------------ | ------------ | ------------ | ------ | ------ | ------ | ------ | ------ | ------ |
| Stagione regolare | 1.000     | 3       | 3       | 0       | 0       | 146     | 46      | 3            | 4            | 0            | 0            | 172          | 26           | 7      | 7      | 0      | 0      | 318    | 72     |
| Playoff           | 1.000     | 2       | 2       | 0       | 0       | 107     | 7       | 0            | 0            | 0            | 0            | 0            | 0            | 2      | 2      | 0      | 0      | 107    | 7      |
| Totale            | 1.000     | 5       | 5       | 0       | 0       | 253     | 53      | 4            | 4            | 0            | 0            | 172          | 26           | 9      | 9      | 0      | 0      | 425    | 79     |

### Statistiche personali

#### Marcatori
| Giocatore     | Ruolo | TD rush | TD recv | TD int | TD p.ret | TD k.ret | TD oth | Xp1  | Xp2 | FG | Saf | Totale |
| ------------- | ----- | ------- | ------- | ------ | -------- | -------- | ------ | ---- | --- | -- | --- | ------ |
| Newell        |       | 5+1     | 3+2     | 0      | 0        | 0        | 0      | 0    | 0   | 0  | 0   | 66     |
| Uotila        |       | 0       | 11      | 0      | 0        | 0        | 0      | 0    | 0   | 0  | 0   | 66     |
| E. Hiltunen   |       | 0       | 7+1     | 0      | 0        | 0        | 0      | 0    | 0   | 0  | 0   | 48     |
| Laine         |       | 0       | 0       | 0      | 0        | 0        | 0      | 36+9 | 0   | 0  | 0   | 45     |
| K. Tuomi      |       | 0       | 5+2     | 0      | 0        | 0        | 0      | 0    | 0   | 0  | 0   | 42     |
| Robbins       |       | 5+1     | 0       | 0      | 0        | 0        | 0      | 0    | 2   | 0  | 0   | 40     |
| M. Airaksinen |       | 3+1     | 0       | 0      | 0        | 0        | 0      | 0    | 0   | 0  | 0   | 24     |
| M. Aspinen    |       | 2+1     | 0+1     | 0      | 0        | 0        | 0      | 0    | 0   | 0  | 0   | 24     |
| E. Ojala      |       | 1       | 1+2     | 0      | 0        | 0        | 0      | 0    | 0   | 0  | 0   | 24     |
| Tuhkanen      |       | 0       | 1+2     | 0      | 0        | 0        | 0      | 0    | 0+1 | 0  | 0   | 20     |
| R. Jukko      |       | 0       | 0       | 0+1    | 0        | 0        | 0      | 0    | 0   | 0  | 0   | 6      |
| A. Kurenniemi |       | 0       | 0       | 0+1    | 0        | 0        | 0      | 0    | 0   | 0  | 0   | 6      |
| Lehtiö        |       | 0       | 0       | 0      | 0        | 0        | 1      | 0    | 0   | 0  | 0   | 6      |
| T. Raty       |       | 0       | 1       | 0      | 0        | 0        | 0      | 0    | 0   | 0  | 0   | 6      |
| Team          |       | 0       | 0       | 0      | 0        | 0        | 0      | 0    | 0   | 0  | 1   | 2      |

#### Passer rating
| Giocatore | G   | Att    | Comp  | Int | Yds      | TD    | NFL    | NCAA   |
| --------- | --- | ------ | ----- | --- | -------- | ----- | ------ | ------ |
| Robbins   | 7+2 | 150+51 | 88+29 | 0+0 | 1389+556 | 28+10 | 130,49 | 201,88 |
| Rajalakso | 3   | 8      | 2     | 0   | 78       | 1     |        |        |
| Newell    | 1   | 1      | 1     | 0   | 11       | 0     |        |        |

## Femminile

### Naisten Vaahteraliiga 2023

#### Stagione regolare
| Tampere 6 maggio 2023, ore 17:30 1ª giornata | Tampere Saints | - – - (annullata) referto | Lohja Lionesses | Koivistonkylän kenttä |

| Turku 14 maggio 2023, ore 13:00 2ª giornata | Turku Trojans | 22 – 14 (0-8 6-0 8-6 8-0) referto | Tampere Saints | Yläkenttä (13 spett.)\| Arbitro: \| T. Lindroos \| |
| Arbitro:                                    | T. Lindroos   |                                   |                |                                                    |

| Tampere 10 giugno 2023, ore 13:00 4ª giornata | Tampere Saints | 56 – 0 (15-0 21-0 14-0 6-0) referto | Oulu Northern Lights | Pyynikin urheilukenttä (116 spett.)\| Arbitro: \| P. Roimela \| |
| Arbitro:                                      | P. Roimela     |                                     |                      |                                                                 |

| Helsinki 2 luglio 2023, ore 17:00 6ª giornata | Helsinki Wolverines | 0 – 14 (0-6 0-8 0-0 0-0) referto | Tampere Saints | Velodromo di Helsinki\| Arbitro: \| Lahtinen \| |
| Arbitro:                                      | Lahtinen            |                                  |                |                                                 |

| Tampere 8 luglio 2023, ore 18:00 7ª giornata | Tampere Saints | 15 – 26 (8-7 7-7 0-6 0-6) referto | Turku Trojans | Pyynikin urheilukenttä (191 spett.)\| Arbitro: \| K. Lahtinen \| |
| Arbitro:                                     | K. Lahtinen    |                                   |               |                                                                  |

| Oulu 22 luglio 2023, ore 18:00 9ª giornata | Oulu Northern Lights | 0 – 14 (0-0 0-0 0-6 0-8) referto | Tampere Saints | Castrenin urheilukeskus (77 spett.)\| Arbitro: \| M. Immonen \| |
| Arbitro:                                   | M. Immonen           |                                  |                |                                                                 |

| Tampere 29 luglio 2023, ore 17:00 10ª giornata | Tampere Saints | 0 – 33 (0-13 0-0 0-14 0-6) referto | Helsinki Wolverines | Pyynikin urheilukenttä (116 spett.)\| Arbitro: \| K. Lahtinen \| |
| Arbitro:                                       | K. Lahtinen    |                                    |                     |                                                                  |

#### Playoff
| Helsinki 5 agosto 2023, ore 17:00 Semifinale | Helsinki Wolverines | 38 – 16 (8-0 20-0 0-8 10-8) referto | Tampere Saints | Velodromo di Helsinki (100 spett.)\| Arbitro: \| Lahtinen \| |
| Arbitro:                                     | Lahtinen            |                                     |                |                                                              |

### Statistiche di squadra
| Competizione      | %Vittorie | In casa | In casa | In casa | In casa | In casa | In casa | In trasferta | In trasferta | In trasferta | In trasferta | In trasferta | In trasferta | Totale | Totale | Totale | Totale | Totale | Totale |
| Competizione      | %Vittorie | G       | V       | N       | P       | Pf      | Ps      | G            | V            | N            | P            | Pf           | Ps           | G      | V      | N      | P      | Pf     | Ps     |
| ----------------- | --------- | ------- | ------- | ------- | ------- | ------- | ------- | ------------ | ------------ | ------------ | ------------ | ------------ | ------------ | ------ | ------ | ------ | ------ | ------ | ------ |
| Stagione regolare | .500      | 3       | 1       | 0       | 2       | 71      | 59      | 3            | 2            | 0            | 1            | 42           | 22           | 6      | 3      | 0      | 3      | 113    | 81     |
| Playoff           | .000      | 0       | 0       | 0       | 0       | 0       | 0       | 1            | 0            | 0            | 1            | 16           | 38           | 1      | 0      | 0      | 1      | 16     | 38     |
| Totale            | .429      | 3       | 1       | 0       | 2       | 71      | 59      | 4            | 2            | 0            | 2            | 58           | 60           | 7      | 3      | 0      | 4      | 129    | 119    |

### Statistiche personali

#### Marcatrici
| Giocatore   | Ruolo | TD rush | TD recv | TD int | TD p.ret | TD k.ret | TD oth | Xp1 | Xp2 | FG | Saf | Totale |
| ----------- | ----- | ------- | ------- | ------ | -------- | -------- | ------ | --- | --- | -- | --- | ------ |
| Ahonen      |       | 0       | 6       | 0      | 0        | 0        | 0      | 7   | 1   | 0  | 0   | 45     |
| Nuutinen    |       | 2       | 2       | 0      | 0        | 0        | 0      | 0   | 2   | 0  | 0   | 28     |
| Laukkanen   |       | 2       | 0+1     | 0      | 0        | 0        | 0      | 0   | 0   | 0  | 0   | 18     |
| Karhu       |       | 2       | 0       | 0      | 0        | 0        | 0      | 0   | 1   | 0  | 0   | 14     |
| Joro        |       | 0       | 0       | 0      | 0        | 0        | 1      | 0   | 0   | 0  | 0   | 6      |
| Kammonen    |       | 1       | 0       | 0      | 0        | 0        | 0      | 0   | 0   | 0  | 0   | 6      |
| Saros       |       | 0       | 0       | 0      | 0        | 0        | 0      | 0   | 1+2 | 0  | 0   | 6      |
| Wallasvaara |       | 0       | 0       | 0+1    | 0        | 0        | 0      | 0   | 0   | 0  | 0   | 6      |

#### Passer rating
| Giocatore   | G   | Att   | Comp | Int | Yds     | TD  | NFL   | NCAA  |
| ----------- | --- | ----- | ---- | --- | ------- | --- | ----- | ----- |
| Kolehmainen | 5+1 | 62+25 | 19+8 | 3+4 | 273+112 | 7+1 | 43,51 | 82,46 |
| Räty        | 1+1 | 22+1  | 6+0  | 1+0 | 82+0    | 0+0 | 23,82 | 47,34 |